# Alessandra Aguilar Morán
Alessandra Aguilar Morán (Lugo, 1 de juliol de 1978) és una corredora de llarga distància, d'origen gallec, especialitzada en marató i camp a través, considerada com una de les millors maratonianes espanyoles de tots els temps.Ha participat en els Jocs Olímpics de Pequín 2008, Londres 2012 i Rio 2016.

## Biografia
Nascuda a Lugo l'1 de juliol de 1978, està casada i establerta a Torrelodones (Madrid). Va compatibilitar els seus estudis a Madrid amb els seus entrenaments. Es va graduar en Magisteri d'anglès i cursà tres anys de Dret.

## Trajectòria
Va començar des de petita per l'afició del seu pare, Daniel Aguilar González, participant en la seva primera carrera amb tan sols dos anys. A Lugo, va començar a entrenar a les ordres de Mariano Castiñeira, arribant així els primers títols nacionals en categoria cadet i júnior.
Va participar en el seu 1r Campionat del Món de camp a través a Sud-àfrica el 1995. En aquest mateix any, es proclamava Campiona d'Europa júnior de camp a través a Charleroi (oficiós). Fou posteriorment Campiona d'Espanya promesa 5000 m a Torremolinos el 1999 i a Puertollano el 2000.
El 2000 va aconseguir el rècord d'Espanya promesa d'10.000 m a Barakaldo amb una marca de 32':48".89. En aquest mateix any es proclamà Campiona d'Espanya promesa de Cros a Ourense.
El 2001 va ser 6a en els 10.000 m de la Universíada de Pequín i 1ª al Cros Internacional Vall de Laudio.
El 2003 es proclamà 4a al Campionat del Món de camp a través per països a Laussane i 1ª al Cros del Aceite a Jaén.
El 2007 va ser un bon any per a aquesta gran atleta proclamant-se campiona d'Europa de camp a través per equips a Toro i Subcampiona d'Espanya de camp a través. Va realitzar un gran registre en 10 km ruta amb 32'26".
El 2008 va ser clau per a Alessandra Aguilar, saltant a la marató amb una marca de 2h:29'03" (3a classificada) en la marató de Rotterdam, convertint-se així en la millor debutant espanyola en marató. Aquest registre li va donar el passaport per anar als Jocs Olímpics de Pequín 2008.
El 2009, va guanyar la Marató d'Hamburg amb 2ː29'01", convertint-se en un clar referent de la marató a nivell europeu i mundial. Aquest any també va aconseguir altres grans èxits internacionals en cros: 3a en el Campionat d'Europa de camp a través per països a Dublín, 4a al Campionat del Món de camp a través per països Amman (24a) i 1a al Cros de Castelló.
L'any 2010 va ser un gran any per a l'atleta de Lugo. Va quedar 3a en el Campionat d'Espanya de camp a través a La Corunya, 1a al Cros de Quintanar de la Orden, 1a al Cros Internacional de la Vall de Laudio, 1a al Cros Internacional de Venta de Baños, 8a al Campionat d'Europa de camp a través a Albufeira (millor lloc espanyol) i 6a al Campionat d'Europa marató a Barcelona (millor lloc espanyol).
El 2011 va fer la seva millor marca a la marató de Rotterdam amb 2h27'00, quedant-se a 8 de batre el Rècord d'Espanya de Marató. Aquest mateix any és convidada a córrer els 10k de la dona a Nova York, on aconsegueix la millor plusmarca espanyola a 8 km. Després d'aquesta actuació a Nova York, és contractada per córrer la Marató de Nova York, on finalitza en la posició 14a fent novament la mínima olímpica amb un registre de 2:33'08", garantint d'aquesta manera la seva plaça en els Jocs Olímpics de Londres 2012.
El 2012, aconsegueix de nou batre el rècord d'Espanya de 10 milles en Porstmouth amb 53'57". En els Jocs Olímpics Londres 2012, queda la 26a de la general, 11a europea i 1a espanyola. Aquest mateix any, comença la temporada de cros amb grans resultats: 3a al cros Internacional d'Alcobendas, la 17a en el Campionat d'Europa de camp a través a Budapest, 3a al cros Internacional de Venta de Baños, 4a en el cros Internacional de Valladolid, 5a al cros internacional d'Itàlica.
El 2013, es proclamà subcampiona d'Espanya de Cros amb el seu Club Clínica Dental Seoane-Pamín i Campiona d'Espanya de mitja marató a Albacete (2013). Aquest any aconsegueix un dels grans èxits esportius de la seva carrera i de la història de l'atletisme espanyol, en finalitzar en el Campionat del Món de Moscou 2013 amb un 5è lloc.
El 2014, després de proclamar-se Campiona d'Espanya de Mitja Marató a La Corunya, va participar en el Campionat del Món de Mitja Marató a Copenhaguen, on va aconseguir el seu millor registre personal amb una marca de 1ː10'55. L'estiu del 2014 va deixar a l'atleta de Lugo amb un sabor agredolç, pel fet que al Campionat d'Europa de Zuric es va veure obligada a abandonar al 38 km causa d'un trencament de soli que no li permetia ni caminar. Després de mesos de rehabilitació, aconseguí reprendre el seu ritme d'entrenament amb normalitat i tancà l'any amb victòries en el Cros de l'Espasa Toledana, el Cros d'Aranda de Duero i el Cross de Quintanar de la Orden.
Al 2015, es proclamà 4a al Campionat. d'Espanya de camp a través a Alcobendas i campiona d'Espanya per comunitats. A l'abril, en una cursa molt disputada, aconseguia el primer lloc en els 10 km ruta a Dublín amb 33'10". El 26 d'abril, va fer un 15è lloc en la marató de Londres, amb 2ː29'45" aconseguint la mínima per als mundials de Pequín del 2015, en els quals aconseguí el 17è lloc amb 2ː33'42". el 18 d'octubre quedaà2a en la Great Birmingham de mitja marató (2015).

## Millors marques personals[31]
| Distància      | Temps    | Lloc de celebració         | Data               |
| -------------- | -------- | -------------------------- | ------------------ |
| 1.500 Metres   | 4:25.46  |                            | 1 de gener de 2001 |
| 3.000 Metres   | 9:12.15  |                            | 1 de gener de 2007 |
| 5.000 Metres   | 15:42.66 | Barcelona (Estadi Olímpic) | 2 de gener de 2007 |
| 10.000 Metres  | 32:42.49 | Atenes Grècia              | 12 d'abril de 2003 |
| 10 quilòmetres | 32:26    | Palma                      | 16 de juny de 2012 |
| 10 quilòmetres | 32:26    | Manchester Angola          | 20 de maig de 2007 |
| 20 quilòmetres | 1:07:21  | Copenhaguen Dinamarca      | 29 de març de 2014 |
| Mitja Marató   | 1:10:56  | Copenhaguen Dinamarca      | 29 de març de 2014 |
| 30 quilòmetres | 1:43:50  | Rotterdam Països Baixos    | 14 d'abril de 2013 |
| Marató         | 2:27:00  | Rotterdam Països Baixos    | 10 d'abril de 2011 |

## Ranking de temps en les maratons realitzades[3]
| Temps    | Posició | Lloc de celebració      | Data                  | Event                |
| -------- | ------- | ----------------------- | --------------------- | -------------------- |
| 2h 27:00 | 4a      | Rotterdam Països Baixos | 10 d'abril de 2011    |                      |
| 2h 29:01 | 1a      | Hamburg Alemanya        | 26 d'abril de 2009    |                      |
| 2h 29:03 | 3a      | Rotterdam Països Baixos | 13 d'abril de 2008    |                      |
| 2h 29:19 | 26a     | Londres Regne Unit      | 5 d'agost de 2012     | (Jocs Olímpics)      |
| 2h 33:08 | 14a     | Nova York Estats Units  | 6 de novembre de 2011 |                      |
| 2h 33:38 | 25a     | Berlín Alemanya         | 23 d'agost de 2009    | (Campionat del Món)  |
| 2h 35:04 | 6a      | Barcelona               | 31 de juliol de 2010  | (Campionat d'Europa) |
| 2h 39:29 | 54a     | Pequín R.P. de la Xina  | 17 d'agost de 2008    | (Jocs Olímpics)      |